# Chế độ ăn Ketogenic

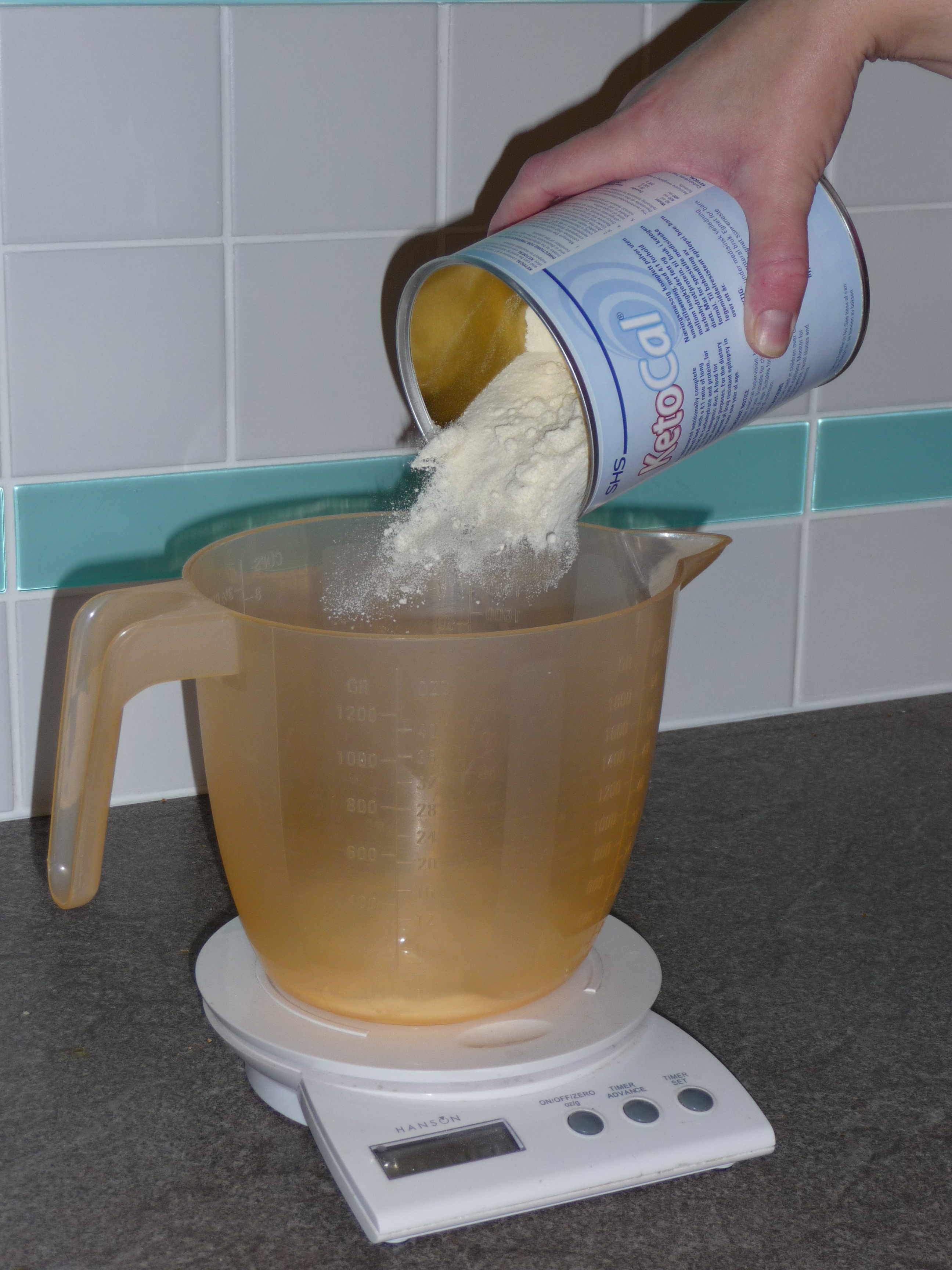
Pha chế Ketocal

Chế độ ăn ketogenic là chế độ ăn giàu chất béo, đủ protein, ít carbohydrate trong y học được sử dụng chủ yếu để điều trị chứng động kinh khó chữa (ở trẻ em). Chế độ ăn uống buộc cơ thể đốt cháy chất béo thay vì carbohydrate.

## Tổng quan
Thông thường, các carbohydrate chứa trong thực phẩm được chuyển thành glucose, sau đó được vận chuyển khắp cơ thể và đặc biệt quan trọng trong việc thúc đẩy chức năng não. Tuy nhiên, nếu có ít carbohydrate trong chế độ ăn uống, gan sẽ chuyển hóa chất béo thành các axit béo và chất xetonic. Chất xetonic đi vào não và thay thế glucose thành nguồn năng lượng. Một mức độ cao của chất xetonic trong máu, một trạng thái được gọi là ketosis, dẫn đến giảm tần suất co giật động kinh.
Gần một nửa số trẻ em, và những người trẻ tuổi, với bệnh động kinh đã thử một số chế độ ăn kiêng này đã thấy số cơn co giật giảm ít nhất một nửa, và hiệu quả vẫn còn ngay cả sau khi ngưng ăn kiêng. Có một số bằng chứng cho thấy người lớn bị bệnh động kinh có thể hưởng lợi từ chế độ ăn uống, và rằng một chế độ ít nghiêm ngặt hơn, chẳng hạn như chế độ ăn Atkins đã sửa đổi, có hiệu quả tương tự. Tác dụng phụ phổ biến nhất là táo bón, ảnh hưởng đến khoảng 30% bệnh nhân - điều này là do hạn chế về chất lỏng, điều này đã làm tăng nguy cơ sỏi thận và không còn được xem là có lợi.
Chế độ ăn uống điều trị ban đầu cho bệnh động kinh nhi cung cấp đủ protein để tăng trưởng và sửa chữa cơ thể, và đủ lượng calo để duy trì cân nặng đúng tuổi và chiều cao. Chế độ ăn ketogenic trị liệu cổ điển được phát triển để điều trị chứng động kinh ở trẻ em vào những năm 1920 và được sử dụng rộng rãi trong thập kỷ tới, nhưng sự phổ biến của nó đã giảm đi khi giới thiệu các loại thuốc chống co giật hiệu quả. Chế độ ăn ketogenic cổ điển này có tỷ lệ 4: 1 theo trọng lượng chất béo để kết hợp protein và carbohydrate. Điều này đạt được bằng cách loại trừ các loại thực phẩm giàu carbohydrate như trái cây và rau quả, bánh mì, mì ống, ngũ cốc và đường, trong khi tăng tiêu thụ thực phẩm giàu chất béo như các loại hạt, kem và bơ.
Hầu hết chất béo chế độ ăn uống đều được tạo thành từ các phân tử được gọi là chất béo trung tính chuỗi dài (LCTs). Tuy nhiên, triglycerides chuỗi trung bình (MCTs) - được tạo ra từ các axit béo có chuỗi cacbon ngắn hơn so với LCT - có nhiều ketogenic hơn. Một biến thể của chế độ ăn uống cổ điển được gọi là chế độ ăn ketogenic MCT sử dụng một dạng dầu dừa, rất giàu MCT, cung cấp khoảng một nửa lượng calo. Khi ít chất béo tổng thể là cần thiết trong phiên bản này của chế độ ăn uống, một tỷ lệ lớn hơn của carbohydrate và protein có thể được tiêu thụ, cho phép nhiều lựa chọn thực phẩm hơn.
Vào giữa những năm 1990, nhà sản xuất phim Hollywood Jim Abrahams, người bị bệnh động kinh nghiêm trọng của con trai đã được chế độ ăn uống kiểm soát hiệu quả, đã tạo ra Quỹ Charlie để quảng bá nó. Công khai bao gồm một sự xuất hiện trên chương trình Dateline của NBC và First Do No Harm (1997), một bộ phim truyền hình có sự tham gia của Meryl Streep. Nền tảng tài trợ cho một nghiên cứu đa trung tâm, kết quả trong đó - được công bố vào năm 1996 — đánh dấu sự khởi đầu của mối quan tâm khoa học mới trong chế độ ăn uống này. Có thể sử dụng điều trị cho các rối loạn thần kinh khác nhau ngoài bệnh động kinh: bệnh Alzheimer (AD), xơ cứng teo cơ (ALS), tự kỷ, ung thư não, nhức đầu, đau thần kinh, đau, bệnh Parkinson (PD) và rối loạn giấc ngủ.

## Tác dụng phụ
Chế độ ăn ketogen không phải là một điều trị lành tính, toàn diện hoặc tự nhiên cho bệnh động kinh; như với bất kỳ liệu pháp y tế nghiêm trọng nào, có thể có các biến chứng. Chúng thường ít nghiêm trọng và ít gặp hơn so với dùng thuốc chống co giật hoặc phẫu thuật. Các tác dụng phụ ngắn hạn thường gặp nhưng dễ điều trị bao gồm táo bón, nhiễm toan thấp và hạ đường huyết nếu có nhanh ban đầu. Nồng độ lipid trong máu tăng lên ảnh hưởng đến 60% trẻ em  và mức cholesterol có thể tăng khoảng 30%. Điều này có thể được điều trị bằng cách thay đổi hàm lượng chất béo trong chế độ ăn, chẳng hạn như từ chất béo bão hòa sang chất béo không bão hòa đa, và, nếu kiên trì, bằng cách hạ thấp tỷ lệ ketogen. Bổ sung là cần thiết để chống lại sự thiếu hụt chế độ ăn uống của nhiều vi chất dinh dưỡng.
Sử dụng lâu dài chế độ ăn ketogen ở trẻ em làm tăng nguy cơ chậm phát triển hoặc còi cọc, gãy xương và sỏi thận. Chế độ ăn uống làm giảm mức độ của yếu tố tăng trưởng giống như insulin 1, rất quan trọng đối với sự phát triển của trẻ em. Giống như nhiều loại thuốc chống co giật, chế độ ăn ketogen có ảnh hưởng xấu đến sức khỏe của xương. Nhiều yếu tố có thể liên quan như nhiễm toan và ức chế hormone tăng trưởng. Khoảng 1 trong 20 trẻ em có chế độ ăn ketogen sẽ bị sỏi thận (so với một phần nghìn trong dân số nói chung). Một nhóm thuốc chống co giật được gọi là chất ức chế anhydrase carbonic (topiramate, zonisamide) được biết là làm tăng nguy cơ sỏi thận, nhưng sự kết hợp của các thuốc chống co giật và chế độ ăn ketogen này dường như không làm tăng nguy cơ cao hơn chế độ ăn kiêng. Những viên đá có thể điều trị và không biện minh cho việc ngừng chế độ ăn. Bệnh viện Johns Hopkins hiện cung cấp bổ sung kali citrat đường uống cho tất cả các bệnh nhân ăn kiêng ketogen, dẫn đến giảm bảy lần tỷ lệ mắc sỏi thận. Tuy nhiên, việc sử dụng theo kinh nghiệm này chưa được thử nghiệm trong một thử nghiệm có kiểm soát trong tương lai. Sự hình thành sỏi thận (sỏi thận) có liên quan đến chế độ ăn uống vì bốn lý do:
- Calci dư thừa trong nước tiểu (tăng calci niệu) xảy ra do tăng khử khoáng xương với nhiễm toan. Xương chủ yếu bao gồm calci phosphat. Phosphate phản ứng với axit và calci được đào thải qua thận.[9]
- Hypocitrat niệu: nước tiểu có nồng độ citrate thấp bất thường, thường giúp hòa tan calci tự do.[9]
- Nước tiểu có độ pH thấp, ngăn chặn axit uric hòa tan, dẫn đến các tinh thể hoạt động như một nidus cho sự hình thành sỏi calci.[9]
- Theo truyền thống, nhiều tổ chức đã hạn chế lượng nước uống của bệnh nhân vào chế độ ăn đến 80% nhu cầu hàng ngày bình thường;[9] thực hành này không còn được khuyến khích.[3]

Ở thanh thiếu niên và người trưởng thành, các tác dụng phụ thường gặp được báo cáo bao gồm giảm cân, táo bón, rối loạn lipid máu và ở phụ nữ, đau bụng kinh.